# Botrychium microphyllum
Botrychium microphyllum är en låsbräkenväxtart som först beskrevs av Sahashi, och fick sitt nu gällande namn av Masahiro Kato. Botrychium microphyllum ingår i släktet låsbräknar, och familjen låsbräkenväxter. Inga underarter finns listade i Catalogue of Life.